# Calvin R. Johnson
Calvin R. Johnson (Foxborough, 22 maggio 1822 – Black River Falls, 30 gennaio 1897) è stato un militare e politico statunitense membro dell'assemblea dello Stato del Wisconsin.

## Biografia
Johnson è nato 22 maggio del 1822 a Foxborough nel Massachusetts. Nel 1846 si è trasferito a Black River Falls nel Wisconsin. Il 5 febbraio del 1852 ha sposato Lucy A. Marsh. Ebbero sei figli, di cui uno diventò giudice della Contea di Jackson nel Wisconsin. Johnson morì il 30 gennaio nel 1897.

## Carriera militare
Durante la Guerra Civile Americana, Johnson era il capitano del 14º reggimento della fanteria del Wisconsin. Precedentemente, ha servito l'United States Army durante la guerra messico-statunitense insieme al generale Winfield Scott.

## Carriera politica
Johnson ha rappresentato le contee di Buffalo, Jackson e Trempealeau nell'Assemblea. Il suo successore fu Orlando Brown che ha rappresentato altri distretti. Johnson era Partito Repubblicano (Stati Uniti d'America).